# Srpovitý vaz
Srpovitý vaz, latinsky ligamentum falciforme, je svisle pobíhající vaz, který spojuje brániční plochu jater s bránicí a přední břišní stěnou. Jedná se o ohyb, neboli duplikaturu pobřišnice, blány, která vystýlá břišní dutinu. Průběh srpovitého vazu rozděluje játra na dva anatomické laloky, pravý a levý.
Během nitroděložního vývoje vzniká z ventrálního mezogastria, které samotné vzniká ze septum transversum. Ventrální mezogastrium je duplikatura pobřišnice, která spojuje přední břišní stěnu a trávicí trubici. Vrůstají do něj rozvíjející se játra a nakonec jej rozdělí na tři části: z mezogastria v místě jeho odstupu od břišní stěny vzniká srpovitý vaz, pak jsou játra, která se pokryla serózním povlakem a konečný úsek ventrálního mezogastria se přemění v malou oponu, která spojuje játra s žaludkem a dvanáctníkem.
V dospělosti tvoří srpovitý vaz závěs jater a patří tak mezi tzv. mezohepaticum, soubor vazů, které drží játra v pozici v břišní dutině. Táhne se od místa srůstu jater s bránicí (area nuda) dolů po celé brániční ploše jater. V blízkosti area nuda se rozestupuje v přechod nástěnné pobřišnice v serózu jater, který tvoří věncové vazy (lig. coronarium hepatis dextrum et sinistrum). Na svém druhém konci je volný a přechází v oblý vaz, lig. teres hepatis. Ten spojuje dolní okraj jater s pupkem a je pozůstatkem pupeční žíly.

## Srpovitý vaz u zvířat
Podobně je srpovitý vaz jater vytvořen i u domácích savců, u psa a kočky, koně i skotu spojuje brániční plochu jater s bránicí. U ptáků probíhá srpovitý vaz v hlubokém zářezu mezi levým a pravým lalokem, ve svém průběhu se spojuje s osrdečníkem a upíná se na vnitřní plochu hrudní kosti.

## Galerie

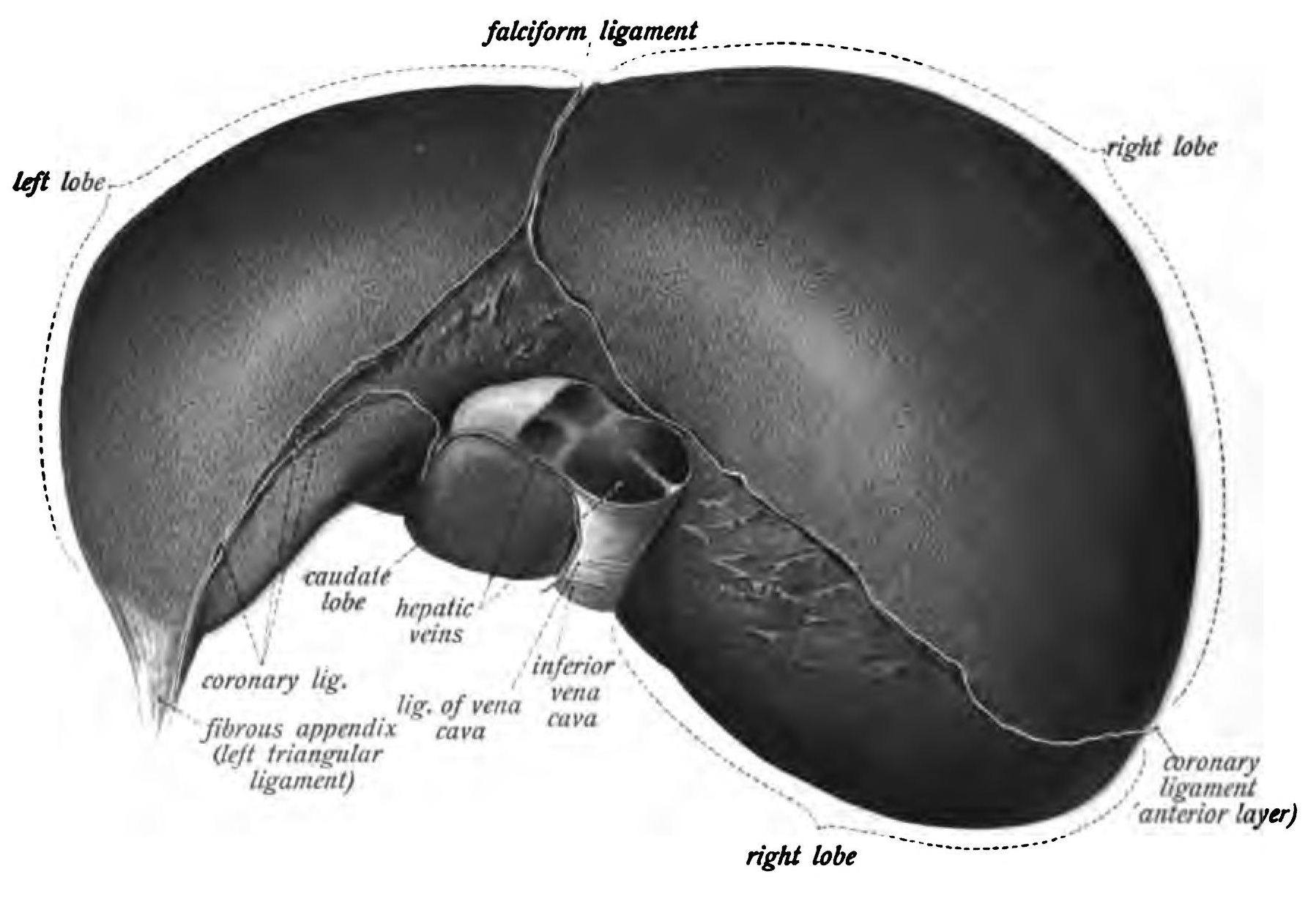
Brániční plocha jater, srpovitý vaz se rozděluje ve dva věncové vazy
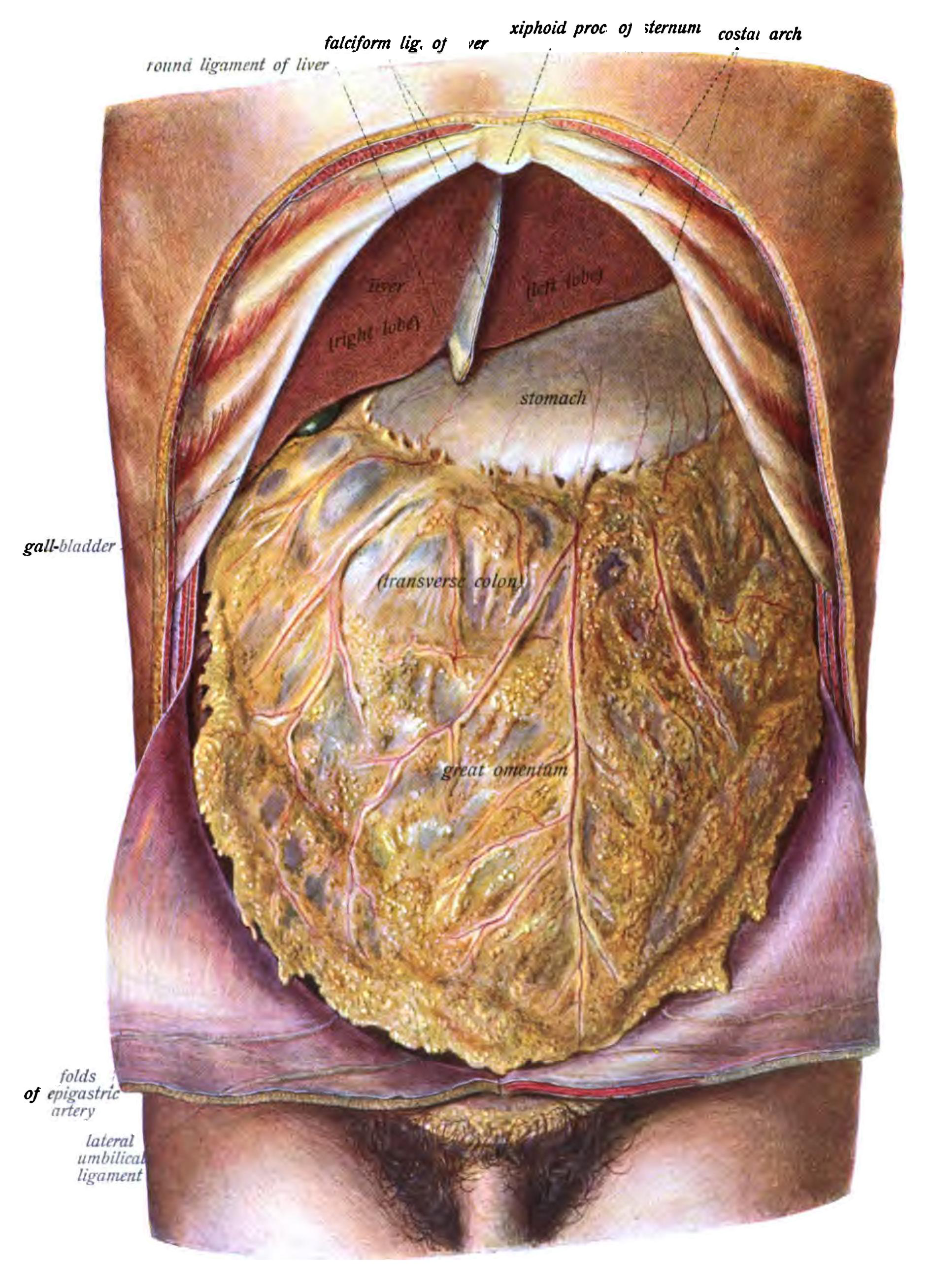
Orgány dutiny břišní po odstranění břišní stěny: srpovitý vaz je patrný, naléhá přímo na břišní stěnu
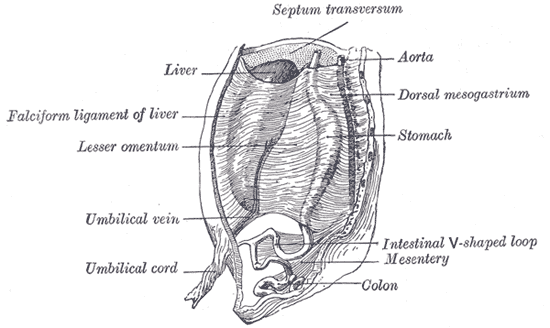
Schema vývoje orgánů dutiny břišní u šest týdnů starého lidského embrya: játra vrůstají do ventrálního mezogastria a rozdělují jej na dvě části: srpovitý vaz a malou oponu